# Tanganyika (Provinz)
Koordinaten: 6° 42′ S, 28° 0′ O
Tanganyika ist eine Provinz in der Demokratischen Republik Kongo mit rund 3,0 Millionen Einwohnern (Stand 2015). Die Hauptstadt von Tanganyika ist Kalemie.

## Geographie

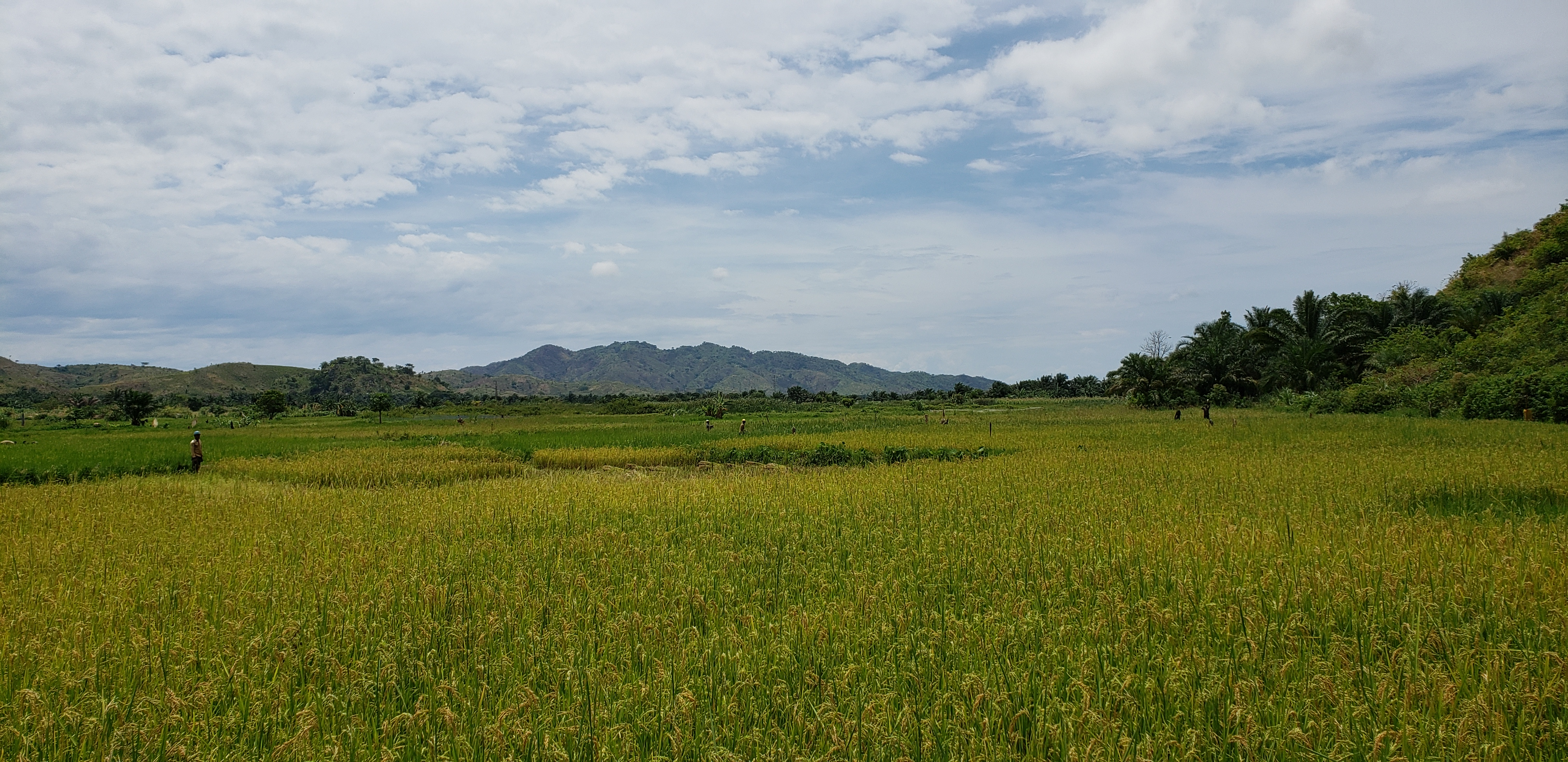
Tanganyika Landschaft

Tanganyika liegt im Südosten der DR Kongo. Es grenzt im Osten an den Tanganjikasee, an welchem die Hauptstadt Kalemie gelegen ist, im Südosten an die Nordprovinz in Sambia, im Süden an Haut-Katanga, im Südwesten an Haut-Lomami, im Nordwesten an Lomami und im Norden an Maniema und Sud-Kivu.

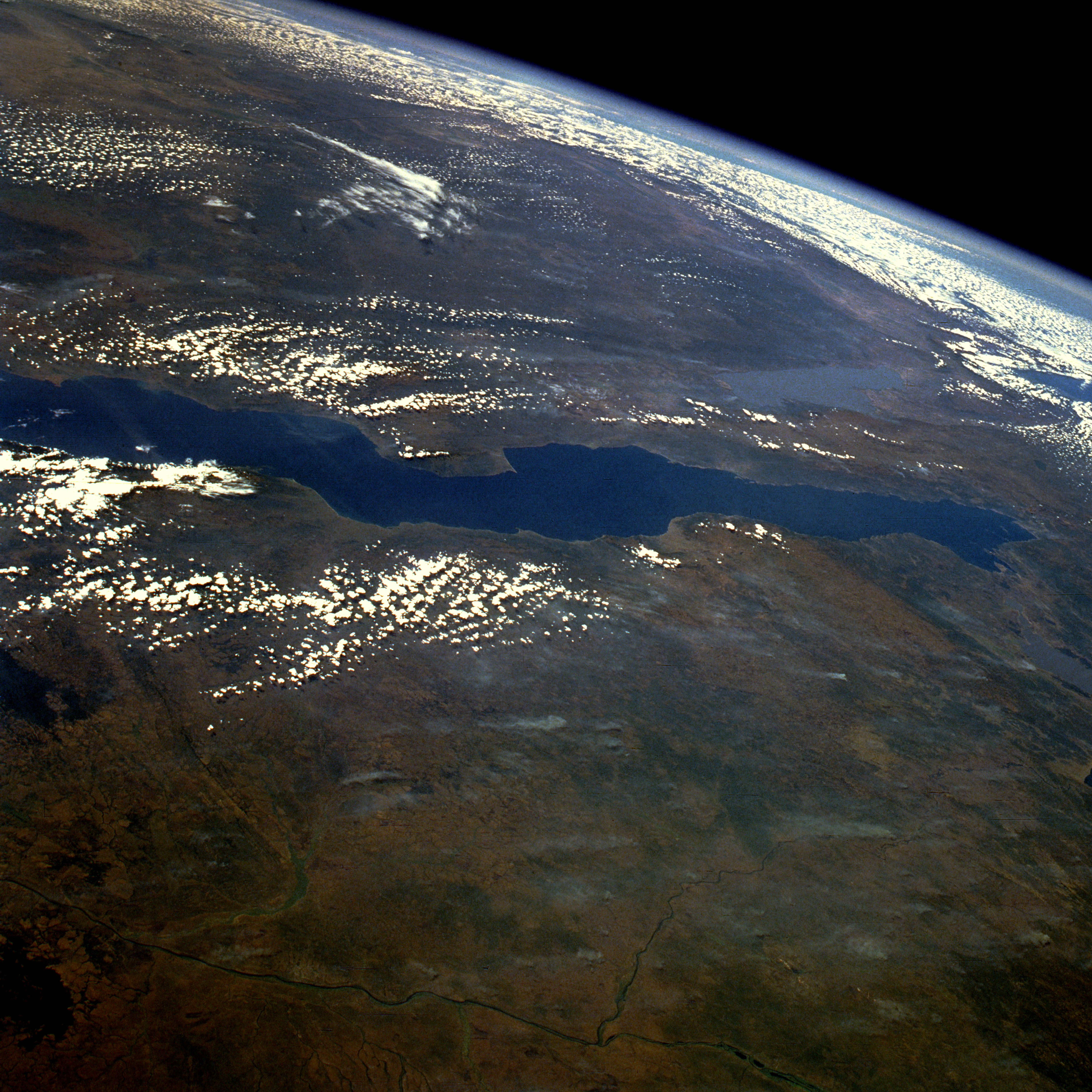
Der Tanganjikasee, der zweittiefste See der Erde, begrenzt die Provinz im Osten.

## Geschichte
Das Gebiet der heutigen Provinz Tanganyika gehörte nach der Unabhängigkeit der DR Kongo im Jahr 1960 zu dem sich abspaltenden Staat Katanga, der 1963 wieder in das Mutterland integriert wurde und die Provinz Katanga bildete. Gemäß der administrativen Neueinteilung des Landes, welche in der Verfassung von 2005 vorgesehen war, sollte die Provinz Katanga aufgeteilt werden und der Distrikt Tanganyika sowie drei weitere Distrikte Katangas den Provinzstatus erhalten. Als eine von 26 Provinzen sollte das Gebiet eine eigenständige Verwaltung und ein eigenes Regionalparlament bekommen. Im Januar 2011 wurde diese Reform jedoch durch eine umstrittene Verfassungsänderung von Präsident Joseph Kabila praktisch abgesagt. Schließlich wurde sie 2015 doch umgesetzt und Tanganyika damit zur Provinz erhoben.

## Verwaltungsgliederung
Die Provinz unterteilt sich in die Stadt Kalemie und folgende sechs Territorien:
- Kabalo
- Kalemie, Hauptort: Kalemie
- Kongolo
- Manono
- Moba, Hauptort: Moba
- Nyunzu

## Bevölkerung
Die Provinz ist die Heimat der Baluba von Katanga. Neben den Baluba leben aber auch eine große Anzahl von Minderheiten in Tanganyika, unter anderen Binga, Holoholo, Hemba, Lumbu, Ngugangu und Tabwa. Zwischen den Baluba und dem Pygmäen-Volk der Twa gibt es ethnische Konflikte, die bis in die 1960er Jahre zurückreichen und in den Jahren 2013 bis 2017 wiederholt Todesopfer gefordert und zu Vertreibungen geführt haben.